# Военно-морские силы Эритреи
Военно-морские силы Эритреи — один из видов вооружённых сил Эритреи. Отвечают за безопасность береговой линии Эритреи, длина которой составляет более 1100 км.

## История
Современные эритрейские военно-морские силы ведут свою родословную с морских транспортных перевозок для нужд Фронта освобождения Эритреи (ФОЭ) на раннем этапе войны за независимость Эритреи. Такие перевозки продолжались и Народным фронтом освобождения Эритреи (НФОЭ) после раскола ФОЭ. После второго съезда НФОЭ были созданы военно-морские силы с базой в Судане.
Эти силы сыграли важную роль во Втором сражении за Массаву, когда они потопили несколько эфиопских военных кораблей в гавани. В конце эритрейской войны за независимость остатки эфиопского флота вошли в состав ВМС Эритреи.
ВМС Эритреи понесли потери из-за дезертирства и бегства личного состава из страны. Так в 2009 году с флота дезертировали 32 морских офицера, включая 1 майора, 4 капитанов, 2 лейтенантов, 5 младших лейтенантов, 6 сержантов, 4 капралов и 10 матросов. Это был уже пятый случай группового бегства морских офицеров из страны.

## Военные корабли
- Super Dvora Mk II[англ.];
- Ракетные катера проекта 205;
- Swift ship PCs — 3;
- 35 Ton PCs — 4;
- Large Ex-German LCU — 1;
- T-4 class LCU — 2;
- EDIC class LCT — 1;
- Ashdod class LCT — 1.

## Оружие
- Габриэль
- Стикс